# Beatlemania (spectacle)
Pour l’article homonyme, voir Beatlemania (homonymie).

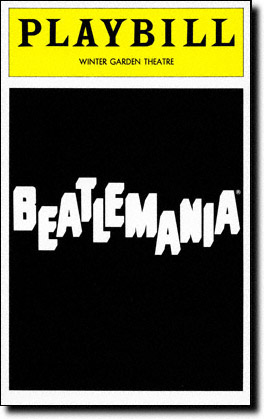
Beatlemania

Beatlemania est le nom d'une comédie musicale juke-box de Broadway présentant la vie et la musique des Beatles.
La première de ce spectacle a eu lieu le 26 mai 1977 et la dernière le 17 octobre 1979 pour un total de 1 006 représentations. Après la dernière, une tournée mondiale appelée Beatlemania Bus and Truck tour est lancée. Elle se termine en 1983.

## Acteurs
Les acteurs originaux sont :
- Leslie Fradkin - guitare
- Mitch Weissman - guitare basse, piano
- Joe Pecorino - guitare
- Justin McNeill : percussions

## Film
Un film, réalisé par Joseph Manduke, est sorti en 1981.

### Acteurs
Les acteurs sont :
- David Leon - John Lennon
- Mitch Weissman - Paul McCartney
- Tom Teeley - George Harrison
- Ralph Castelli - Ringo Starr[1]